# El Haouaria
El Haouaria (arabe : الهوارية) est une ville tunisienne située à l'extrémité nord-est du cap Bon, à l'entrée du golfe de Tunis.
Rattachée administrativement au gouvernorat de Nabeul, elle est le centre d'une délégation et constitue une municipalité comptant 9 508 habitants en 2014. La municipalité est créée par le décret du 2 avril 1966. Elle se situe à 120 kilomètres de Tunis et à 80 kilomètres de la Sicile.
Son nom antique (grec) est Hermaea.

## Fauconnerie

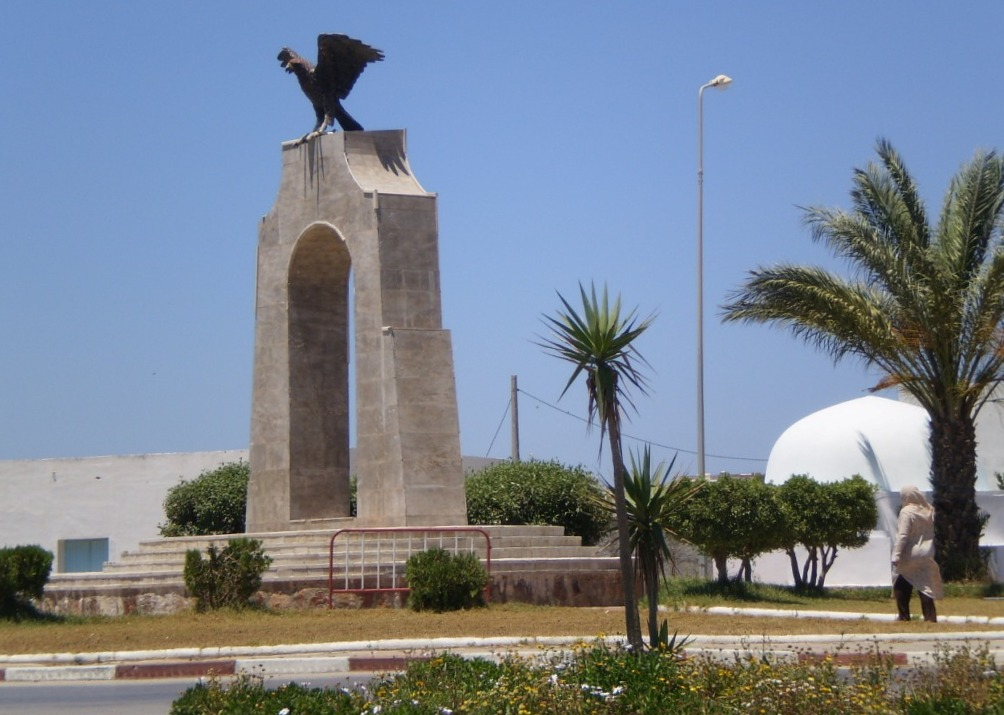
Monument surmonté de la statue d'un faucon pèlerin à l'entrée d'El Haouaria.

Son emplacement géographique, son relief contrasté et son climat doux et tempéré en font un refuge de prédilection pour une multitude d'oiseaux migrateurs. Les Romains surnommeront d'ailleurs l'endroit Aquilaria ou « pays de l'aigle ».
Chaque printemps, 40 000 rapaces de 24 espèces différentes, mais aussi des milliers de cigognes et d'autres oiseaux plus petits, font halte à la pointe du cap avant leur traversée de la mer Méditerranée. C'est tout naturellement que les familles d'El Haouaria développent un art de la fauconnerie remontant à l'époque antique comme en témoignent certaines mosaïques exposées au musée national du Bardo. Le savoir-faire en matière de dressage des rapaces, capturés au mois de mars, est transmis de génération en génération.
L'Association des amis des animaux, créée en 1975, mène un efficace travail de sensibilisation de la population à la protection des oiseaux et plus spécialement des rapaces.

## Grottes

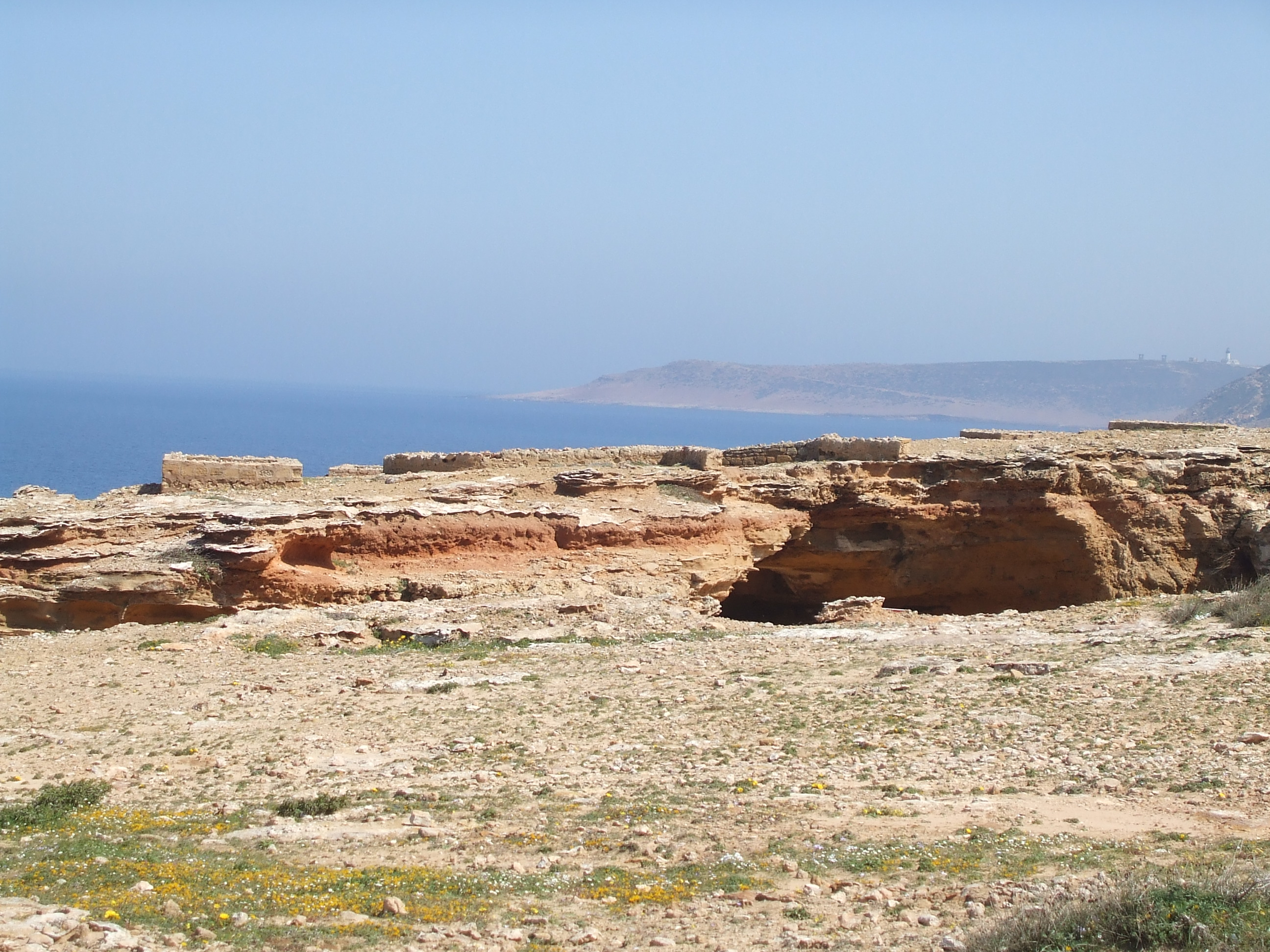
Grottes d'El Haouaria.

À trois kilomètres à l'ouest de la ville, les grottes artificielles du site de Ghar El Kebir ont été creusées par des prisonniers ou des esclaves sous l'autorité des Carthaginois puis des Romains. Les blocs de pierre qui en étaient extraits étaient acheminés par mer vers Carthage, de l'autre côté du golfe de Tunis. Ils servirent à l'édification de la cité punique, mais également à la construction des forts de la médina de Tunis. Ces carrières souterraines sont exploitées pendant près de 1 000 ans. Elles sont constituées de latomies, immenses cavernes à demi-obscures creusées en forme de pyramide, auxquelles on accédait par une étroite ouverture supérieure et dont certaines communiquaient entre elles par d'étroits passages.
Après les bombardements de la Seconde Guerre mondiale et les effondrements naturels ultérieurs, la visite du site est maintenant possible par de plus larges ouvertures latérales.

## Politique
Voici la liste des maires d'El Haouaria depuis la création de la municipalité :
- Hamed Ben Salem
- Mahmoud Miladi
- Alaya Ben Taleb
- Kilani Lassoued
- Maouia Bel Haj
- Hamadi Bouaicha
- Faouzi Ben Jdira
- Ahmed Boussak
- Bechir Hmissi
- Farid Ben Fadhel